# Луций Эмилий Юнк (консул-суффект 127 года)
Луций Эмилий Юнк (лат. Lucius Aemilius Iuncus) — римский государственный деятель первой половины II века.
Юнк происходил из финикийского города Триполи, который входил в состав римской провинции Сирия. О начале его карьеры ничего неизвестно. С октября по декабрь 127 года Юнк занимал должность консула-суффекта с Секстом Юлием Севером. В 132—135 годах он находился на посту легата пропретора Ахайи и корректора свободных городов, входивших в состав этой провинции. Полномочия, которые он исполнял в качестве корректора, точно неизвестны, но, по всей видимости, они включали в себя функции финансового надзора (в надписи из Дельф Юнк упоминается в связи с решением о распределении государственных земель).
Его сыном или внуком, по всей видимости, был консул-суффект 179 года Луций Эмилий Юнк.